# Fényes Imre
Fényes Imre (Kötegyán, 1917. július 29. – Budapest, 1977. november 13.) elméleti fizikus, az egyik legeredetibb, legmélyebb gondolkodású magyar természettudós. Elsősorban a kvantumelmélet, kvantumfizika, mikrofizika, termosztatika területén ténykedett, a fizika nehéz, ámde alapvető kérdéseit feszegette. Hatása a fizikusok gondolkodására elsősorban a problémák igényes megfogalmazására való törekvésben érhető tetten, eredményeit igen sok filozófiai munka is tárgyalja.

## Életrajza
Egyetemi tanulmányait Budapesten, Debrecenben és Kolozsvárott végezte, és ott szerzett 1943-ban doktorátust. Doktori értekezésének címe: „Az atom hullámmechanikai és statisztikus elméletének kapcsolata”. 1945-ben a kolozsvári Bolyai Tudományegyetem Elméleti Fizikai Intézetét vezette. A kolozsvári Bolyai Tudományegyetem a háborút követő években Petru Groza politikája jóvoltából nyugodt hely volt, ahol lehetett tanítani. A 27 éves tanszékvezető professzor népszerű alakja volt az egyetemnek, hiszen csaknem egykorú volt tanítványaival, aki magától értetődően adta tovább lelkesedését a kvantumelméletért, az új eredményekért.
1950-től a magyar kormány meghívására a debreceni egyetem elméleti fizikai tanszékét vezette 1953-ig. Ebben az időszakban elsőként javasolta a kvantummechanika valószínűségi értelmezését (ld. főbb munkái). 1953-ban áthelyezték az ELTE Természettudományi Karra, ahol 1960-ban kapott egyetemi tanári kinevezést. 1959-ben a fizikai tudományok doktora lett. Doktori értékezésnek címe: „A termodinamikai folyamatok időbeli lefolyása az egyensúlyi állapot közelében”.
Munkássága a kvantumelmélet, statisztikus fizika és az irreverzibilis termodinamika területét ölelte fel. 1974-ben W. Heisenberggel együtt vezetett egy szemináriumsorozatot Dubrovnikban a kvantummechanika elvi kérdéseiről. Felfedezte az úgynevezett „oszcillációs effektust”, a termodinamikai egyensúly stabilitásának valódi mechanizmusát, valamint korrigálta a Helmholtz és Pauli által megadott termodinamikai variációs elvet és megmutatta az eljárás irreverzibilis esetre való kiterjesztését is (Helmholtz–Fényes-elv).
Számos, a modern fizika eredményeit általánosító filozófiai munkát, didaktikai, valamint tudománynépszerűsítő tanulmányt, művelődéspolitikai eszmefuttatást is írt.

## Főbb művei
- A kvantummechanika valószínűségi értelmezése (Budapest, 1952)[1]
- Fényes Imre–Nagy Miklós: Mikrofizika; Gondolat, Budapest, 1959 (Studium könyvek)
- Entrópia (Budapest, 1962)
- Fizika és világnézet (Budapest, 1966)
- Termosztatika és termodinamika (Budapest, 1968)
- Modern fizikai kisenciklopédia (szerk., Budapest, 1971)
- A fizika eredete. Az egzakt fogalmi gondolkodás kialakulása. Történeti, logikai, ismeretelméleti elemzés; sajtó alá rend., jegyz., utószó Erdélyi Sándor; Kossuth, Budapest, 1980
- Fényes Imre válogatott írásai; Ropolyi László, Szegedi Péter; Typotex, Budapest, 2025 (Principia philosophiae naturalis)

### Emlékezete
A Vermes Miklós Országos Fizikus Tehetségápoló Alapítvány Fényes Imre Emlékversenyt rendez.